# پیمان داردانل
پیمان داردانل پیمانی است که بین بریتانیا و عثمانی در ۵ ژانویه ۱۸۰۹ به امضا رسید و پایانی بر جنگ‌های دو کشور شد.

## توافق‌ها
بر اساس این پیمان دولت عثمانی تنگه‌های بسفور و داردانل را به روی کشتی‌های جنگی خارجی می‌بست. در این پیمان بریتانیا متعهد شد تمامی سرزمین‌های دولت عثمانی از جمله مصر را تخلیه کند و در مقابل، دولت عثمانی متعهد شد، حقوق کنسولی بریتانیا را در قلمرو عثمانی به رسمیت بشناسد. هدف بریتانیا از امضای این پیمان‌نامه، حفظ امنیت ناوگان مدیترانه‌ای این کشور در برابر تهاجم احتمالی نیروی دریایی روسیه تزاری از طریق دریای سیاه بود که براساس این عهدنامه دولت عثمانی موافقت کرد در زمان صلح به هیچ کشتی جنگی اجازه عبور از تنگه بسفر و داردانل را ندهد.
هم چنین پس از این پیمان مناسبات بازرگانی دو طرف رونق بیشتری گرفت.